# Liste des préfets du Haut-Rhin
Liste des préfets du Haut-Rhin depuis la création de la fonction. Le siège de la préfecture est à Colmar.
Liste des préfets du département français du Haut-Rhin depuis la création des préfets, en 1800, sous le Consulat. Le siège de la préfecture est à Colmar.

## Consulat et Premier Empire (An VIII- 1815)
| Période          | Période          | Identité                             | Fonction précédente                       | Observation                                        |
| ---------------- | ---------------- | ------------------------------------ | ----------------------------------------- | -------------------------------------------------- |
| 2 mars 1800      | 30 novembre 1800 | Jean-Baptiste Harmand                |                                           | destitué                                           |
|                  |                  |                                      |                                           |                                                    |
| 30 novembre 1801 | 9 juillet 1802   | Jean-François-Joseph-Michel Noël     | commissaire général de la police de Lyon  | Nommé inspecteur général de l’Instruction publique |
| 9 juillet 1802   | 12 mars 1813     | Nicolas-Félix Desportes              | diplomate, conseiller de Lucien Bonaparte | destitué                                           |
| 12 mars 1813     | 6 avril 1815     | Auguste-Joseph Baude de la Vieuville | préfet de la Stura                        |                                                    |
| 6 avril 1815     | 14 juillet 1815  | Charles d'Angosse                    | Préfet des Landes                         | démis                                              |

## Seconde Restauration (1815-1830)
| Période         | Période            | Identité                                    | Fonction précédente                   | Observation                       |
| --------------- | ------------------ | ------------------------------------------- | ------------------------------------- | --------------------------------- |
| 14 juillet 1815 | 18 janvier 1819    | André de Biaudos de Castéja                 |                                       |                                   |
| 19 janvier 1819 | 19 juillet 1820    | Jean-André Sers                             |                                       | Destitué comme étant trop libéral |
| 19 juillet 1820 | 1er septembre 1824 | Jean François Alexandre Boudet de Puymaigre |                                       |                                   |
| 1824            | 1829               | Charles Antoine Hippolyte Jordan            | sous-préfet de Bayonne                | nommé préfet d'Ille-et-Vilaine    |
| 1829            | 1830               | François Jacques Locard                     | Maître des requêtes au conseil d'État |                                   |

## Monarchie de Juillet (1830-1848)
| Période         | Période   | Identité                | Fonction précédente                 | Observation                                                                           |
| --------------- | --------- | ----------------------- | ----------------------------------- | ------------------------------------------------------------------------------------- |
| août 1830       | mars 1831 | Pierre Henri Dugied     | préfet des Basses-Alpes             | préfet de Tarn-et-Garonne                                                             |
| mars 1831       | 1833      | Claude Charles Renaudon | conseiller de préfecture de l'Isère | préfet de l'Aisne                                                                     |
| 14 juillet 1833 | mars 1848 | Charles-Wangel Bret     |                                     | Révolution de 1848 préfet de la Haute-Garonne (1852-1852) Préfet du Rhône (1852-1853) |

## Deuxième République (1848-1851)
| Période          | Période     | Identité           | Fonction précédente | Observation              |
| ---------------- | ----------- | ------------------ | ------------------- | ------------------------ |
|                  |             |                    |                     |                          |
| 31 décembre 1848 | 20 mai 1850 | Auguste-César West |                     | nommé préfet du Bas-Rhin |
|                  |             |                    |                     |                          |

## Second Empire (1851-1870)
| Période          | Période           | Identité               | Fonction précédente | Observation                        |
| ---------------- | ----------------- | ---------------------- | ------------------- | ---------------------------------- |
| 1858             | 1864              | Paul Odent             |                     |                                    |
| 1864             | 1869              | Jean Hippolyte Ponsard | Préfet de l'Isère   | Nommé préfet du Finistère en 1869  |
| 1869             | 5 septembre 1870  | Isidore Salles         | Préfet de l'Aube    | Démissionnaire le 5 septembre 1870 |
| 5 septembre 1870 | 1er novembre 1870 | Jules Grosjean         |                     |                                    |

## Annexion allemande de 1871 à 1918
À la suite du traité préliminaire de paix du 26 février 1871, suivi du traité de Francfort du 10 mai 1871, mettant fin à la guerre franco-allemande de 1870-1871 le département du Haut-Rhin est annexé par l'Allemagne jusqu'à la fin de la Première Guerre mondiale. 
Le président du district de Haute-Alsace est alors dénommé "Bezirkpräsident".
| Période | Période | Identité | Fonction précédente | Observation |
| ------- | ------- | -------- | ------------------- | ----------- |
| 1871    | -       |          |                     |             |

## Troisième République (1918-1940)
| Période          | Période       | Identité        | Fonction précédente                                                                           | Observation |
| ---------------- | ------------- | --------------- | --------------------------------------------------------------------------------------------- | --- |
| 15 novembre 1918 | 14 avril 1920 | Henri Poulet    | Conseiller d'État, délégué dans les fonctions de commissaire de la République en Haute-Alsace | Victime d'un grave accident de voiture en 1919 qui l'a mis dans l'obligation de renoncer prématurément à l’œuvre patriotique qu'il aurait eu à cœur de continuer. En fin de mission, 14 avril 1920. |
| 14 avril 1920    | 1923          | Charles Valette | Préfet de Maine-et-Loire                                                                      | |
| 1923             | 1924          | Paul Bacou      |                                                                                               | |
| 1924             | 1927          | Henri Gasser    |                                                                                               | |
| 1927             | 1930          | Joseph Susini   | Chef adjoint du cabinet de Raymond Poincaré, Président du Conseil                             | nommé Préfet de l'Isère |
| juillet 1930     | avril 1931    | Léon Noël       | délégué général du Haut-commissariat de la République française en Rhénanie                   | nommé directeur de cabinet du président du conseil Pierre-Étienne Flandin, |
| 1931             | 1933          | Francis Laban   |                                                                                               | nommé Préfet de Lot-et-Garonne |
| 1933             | 1936          | Fernand Leroy   | Préfet du Morbihan                                                                            | nommé Préfet de la Loire-Atlantique |
| 1936             | 1937          | André Viguié    | Préfet de l'Hérault                                                                           | nommé Préfet du Bas-Rhin |
| 1937             |               | Jean Agard      | Préfet des Vosges                                                                             | |

## Régime de Vichy sous l'Occupation (1940-1944)
| Période | Période | Identité | Fonction précédente | Observation |
| ------- | ------- | -------- | ------------------- | ----------- |
|         |         |          |                     |             |

## République du Gouvernement provisoire de la République française et de la Quatrième République (1944-1958)
| Période       | Période   | Identité                  | Fonction précédente                          | Observation                             |
| ------------- | --------- | ------------------------- | -------------------------------------------- | --------------------------------------- |
| novembre 1944 | juin 1945 | Jacques Fonlupt-Espéraber | militant CFDT avocat de Pierre Mendès France | député                                  |
| juin 1945     | 1947      | René Paira                |                                              | 1947-1951 Bas-Rhin                      |
| 1947          | 1955      | Georges Bernys            | Préfet de Maine-et-Loire                     | nommé Ambassadeur de France en Equateur |

## Cinquième République (Depuis 1958)
| Période        | Période        | Identité                             | Fonction précédente                                                                               | Observation |
| -------------- | -------------- | ------------------------------------ | ------------------------------------------------------------------------------------------------- | --- |
| 9 juin 1955    | 7 janvier 1959 | Georges Étienne Max Emmanuel Moulins | Directeur des renseignements généraux                                                             | Nommé secrétaire général régional de Constantine                                                                           |
| 1959           | 1966           | Maurice Picard                       | Préfet de l'Yonne                                                                                 | nommé Préfet hors cadre |
| juin 1966      | 3 août 1968    | Jacques Lenoir                       | Préfet de la Vendée                                                                               | nommé Directeur Central des Renseignements Généraux                                                                        |
| 3 août 1968    | 19 août 1972   | Jean Escande                         | Préfet du Cher                                                                                    | Chargé de mission auprès de Th. Braun président de la confédération du crédit mutuel à Strasbourg                          |
| 19 août 1972   | 1975           | Yves-Bertrand Burgalat               | Préfet du Morbihan                                                                                | nommé Préfet de la Seine-Saint-Denis                                                                                       |
| 1975           | 1977           | Gabriel Gilly                        | Préfet de la Corse                                                                                | nommé Préfet hors cadre |
| 1978           | 1981           | Gilbert Masson                       |                                                                                                   | nommé Préfet de la Marne                                                                                                   |
| 1981           | 1982           | Alex Gobin                           | Préfet délégué pour la Police auprès du Préfet du Nord                                            | nommé Préfet du Calvados                                                                                                   |
| 1982           | 1985           | Max Lavigne                          | Préfet des Ardennes                                                                               | nommé Préfet de l'Essonne                                                                                                  |
| 1985           | 1986           | Mahdi Hacène                         | Préfet de l'Allier                                                                                | nommé Préfet du Bas-Rhin                                                                                                   |
| 1986           | juillet 1991   | Claude Guizard                       | Préfet de l'Ain                                                                                   | nommé Secrétaire Général du Comité interministériel de la Sécurité Nucléaire                                               |
| juillet 1991   | janvier 1994   | Hélène Blanc                         | Préfet de la Sarthe                                                                               | |
| janvier 1994   | 1994           | François Bonnelle                    | Préfet des Vosges                                                                                 | nommé haut fonctionnaire chargé des mesures de défense auprès du Ministre de l'Intérieur                                   |
| septembre 1994 | janvier 1998   | Cyrille Schott                       | Préfet d'Indre-et-Loire                                                                           | nommé Préfet de Seine-et-Marne                                                                                             |
| janvier 1998   | février 1998   | Bernard Bonnet                       | Préfet des Pyrénées-Orientales                                                                    | non installé, nommé Préfet de la Corse                                                                                     |
| février 1998   | février 2000   | Denis Prieur                         | Préfet de Saône-et-Loire                                                                          | nommé Préfet de l'Essonne                                                                                                  |
| février 2000   | juillet 2001   | Dominique Dubois                     | Directeur de l'Administration Territoriale et des Affaires Politiques au Ministère de l'Intérieur | nommé Préfet de la Corse                                                                                                   |
| juillet 2001   | octobre 2004   | Paul Masseron                        | Préfet de la Vendée                                                                               | nommé Adjoint au Secrétaire Général, Directeur de la Modernisation et de l'Action Territoriale au Ministère de l'Intérieur |
| octobre 2004   | juillet 2007   | Michel Guillot                       | Préfet d'Indre-et-Loire                                                                           | nommé Préfet de Seine-et-Marne                                                                                             |
| juillet 2007   | octobre 2008   | Michel Fuzeau                        | Directeur de Cabinet du Ministre de l'Agriculture et de la Pêche                                  | nommé Conseiller pour les affaires intérieures au Cabinet du Premier Ministre                                              |
| octobre 2008   | juillet 2009   | Jean-Claude Bastion                  | Préfet de la Drôme                                                                                | nommé Préfet hors cadre |
| juillet 2009   | avril 2011     | Pierre-André Peyvel.                 | Conseiller au Cabinet du Ministre de l'Intérieur                                                  | nommé Préfet des Hauts-de-Seine                                                                                            |
| avril 2011     | janvier 2013   | Alain Perret.                        | Directeur de la Sécurité Civile                                                                   | nommé Préfet hors cadre |
| janvier 2013   | août 2014      | Vincent Bouvier                      | Délégué général à l'Outre-mer au Ministère des Outre-mer                                          | nommé Haut-commissaire de la République en Nouvelle-Calédonie                                                              |
| août 2014      | 22 août 2016   | Pascal Lelarge                       | Préfet de la Sarthe                                                                               | nommé Préfet du Finistère                                                                                                  |
| 22 août 2016   | 24 août 2020   | Laurent Touvet                       | Préfet de l'Ain                                                                                   | Nommé Préfet de la Moselle                                                                                                 |
| août 2020      | 21 août 2023   | Louis Laugier                        | Préfet de la Savoie                                                                               | Nommé préfet de l'Isère |
| 21 août 2023   |                | Thierry Queffelec                    | Préfet de la Guyane                                                                               | |